# Yayah Kallon
Yayah Kallon, né le 30 juin 2001 à Kono en Sierra Leone, est un footballeur sierraléonais qui évolue au poste d'attaquant à Casertana FC.

## Biographie

### Jeunesse et formation
Né à Kono en Sierra Leone, Yayah Kallon quitte son pays à l'âge de 14 ans, poussé par ses parents, ces derniers craignant qu'il soit enlevé par un groupe de terroristes kidnappant des enfants pour en faire des soldats. Il traverse ensuite plusieurs pays avant d'arriver en bateau en Italie,.

### Carrière en club
Arrivé en Italie, il est pris en charge par Paolo Bordonaro, qui décèle ses qualités de footballeur. Kallon fait un essai infructueux au Virtus Entella avant que Bordonaro le conseille à Michele Sbravati qui s'occupe du secteur jeunesse du Genoa CFC. Le jeune joueur ne peut cependant pas être enregistré par un club professionnel selon la FIFA, ne bénéficiant que d'un visa humanitaire. Il rejoint finalement le Pro Savone Calcio, en quatrième division italienne.
Il rejoint le Genoa CFC en 2019. Avec la Primavera, il inscrit 10 buts et délivre 10 passes décisives en 27 apparitions lors de la saison 2020-2021. Il joue son premier match avec l'équipe première le 22 mai 2021 face au Cagliari Calcio lors de la dernière journée de championnat (victoire 0-1), entrant en jeu à la place de Marko Pjaca. Kallon inscrit son premier but en professionnel le 13 août 2021, face à l'AC Pérouse en coupe d'Italie. Entré en jeu à la place de Stefano Sturaro, il marque dans les dernières minutes de la partie, permettant à son équipe de l'emporter et de passer au tour suivant (3-2 score final),. Kallon fête sa première titularisation le 21 août suivant contre l'Inter Milan, lors de la première journée de la saison 2021-2022. Son équipe s'incline lourdement par quatre buts à zéro ce jour-là.
Le 26 août 2022, Yayah Kallon rejoint l'Hellas Vérone avec obligation d'achat sous certaines conditions.
Le 10 janvier 2024, Kallon est prêté jusqu'à la fin de la saison au SSC Bari.
Le 30 juillet 2024, Yayah Kallon est cette fois-ci prêté pour une saison à l'US Salernitana, qui vient tout juste d'être relégué en Serie B.